# 丘里拉卡山
16°47′23″S 70°21′15″W / 16.78972°S 70.35417°W
丘里拉卡山（Churilaca），是秘魯的山峰，位於該國南部莫克瓜大區的涅托元帥省和塔克納大區的坎達拉韋省，處於查柳馬山西南面，海拔高度5,260米。